# Heinrich Hildebrand (Ingenieur, März 1855)
Heinrich Hildebrand (* 12. März 1855 in Bitburg; † 29. August 1925 in Berlin-Schöneberg) war ein deutscher Eisenbahningenieur und preußischer Baubeamter.

## Leben
Heinrich Hildebrand war ein Sohn des Gerichtsvollziehers Johann Hildebrand und dessen Ehefrau Margaretha Hildebrand geborene Staudt. Er hatte einen elf Jahre jüngeren Bruder namens Peter, der später gemeinsam mit ihm in China tätig war. Er wuchs in Bitburg auf und legte 1874 das Abitur am Friedrich-Wilhelm-Gymnasium in Trier ab. Danach studierte er an der Berliner Gewerbeakademie. Er schlug die Baubeamten-Laufbahn ein und war im Vorbereitungsdienst zunächst beim Bau der Berliner Stadtbahn tätig, später bei der Königlichen Eisenbahndirektion Cöln. 1884 bestand er das zweite Staatsexamen und wurde zum Regierungsbaumeister (Assessor in der öffentlichen Bauverwaltung) ernannt. Er leitete den Bau mehrerer Eisenbahn-Strecken und -Brücken in der Rheinprovinz und betreute 1888 den großen Umbau des Kölner Centralbahnhofs.
1891 trat Hildebrand in den Auswärtigen Dienst ein und verpflichtete sich, fünf Jahre im Kaiserreich China zu arbeiten. Die chinesische Technikhistorikerin Wang Bin vertritt die Ansicht, er sei zunächst als Spion nach China geschickt worden. Schließlich wurde er Berater des Vizekönigs Zhang Zhidong in Eisenbahnangelegenheiten. Er plante mehrere Bahnlinien und erhielt nach Ablauf der fünf Jahre den Auftrag, ein Eisenbahnnetz für ganz China zu planen. Er lernte Chinesisch, beschäftigte sich intensiv mit Geschichte, Kultur und Architektur Chinas und schrieb ein Buch über die buddhistische Tempelanlage Ta-chueh-sy (Tempel des großen Erkennens) bei Peking.

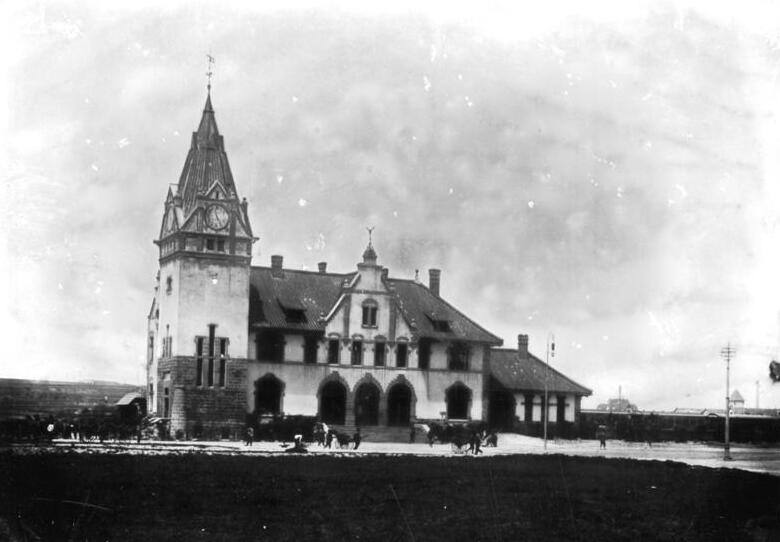
Der von Hildebrand in Tsingtau erbaute Bahnhof (1901)

Als Hildebrands wichtigstes Projekt gilt der Bau eines Eisenbahnnetzes auf der Halbinsel Shandong. In dieser deutschen Interessensphäre war Kiautschou von 1898 bis 1914 von China an Deutschland verpachtet – die Pachtzeit betrug ursprünglich 99 Jahre. Für die Schantung Eisenbahn-Gesellschaft leitete er die Vermessungs- und Bauarbeiten einer 435 Kilometer langen Strecke von Tsingtau (heute Qingdao) nach Jinan. Für dieses Bauvorhaben konnte er der deutschen Wirtschaft wichtige Aufträge im Wert von 25 Millionen Mark vermitteln. Bis zu 25.000 Chinesen arbeiteten am Bau, die in menschenunwürdigen Lagern untergebracht waren. Hildebrand nahm bei den Planungen wenig Rücksicht auf Besitzverhältnisse der Bauern und die Wünsche der chinesischen Behörden, ebenso missachtete er Berechnungen nach Feng Shui, das von den Deutschen als „Wahrsagerei“ betrachtet wurde. Die Bauern mussten fruchtbares Ackerland für wenig Geld hergeben, und ein Be- und Entwässerungssystem wurde durch die Eisenbahnstrecke beschädigt. Im Jahr 1900 forderte er deutsches Militär an, das den Widerstand der Landbevölkerung gegen den Eisenbahnbau blutig niederschlug; dabei wurden nahezu 500 Menschen getötet, darunter zahlreiche Frauen und Kinder. Es kam zu einer „systematischen Vernichtung ganzer Dörfer der oft unbeteiligten Landbevölkerung“. Diese „Strafexpeditionen“ sollen ein Auslöser für den Boxeraufstand gegen die europäischen Kolonialmächte gewesen sein.
Für den Bau einer weiteren Trasse sollten auf Wunsch der Deutschen entweder Heinrich oder Peter Hildebrand Chefingenieur der deutschen Teilstrecke werden, was die Chinesen wegen Heinrich Hildebrands rücksichtslosen Verhaltens entschieden ablehnten. Daraufhin schied er auf eigenen Wunsch aus dem Dienst aus, sein Nachfolger wurde Julius Dorpmüller.
Im November 1903 – er war inzwischen fast 50 Jahre alt – heiratete Hildebrand in Shanghai Ellen Pietra Carolina Schumacher (1867–1944). Sie stammte aus Wermelskirchen und war die Tochter des Unternehmers Julius Schumacher und dessen Ehefrau Augusta Schumacher geborene Behrens. 1904 wurde der Sohn Heinrich (1941 gefallen in Bessarabien) geboren und 1906 die Töchter Gertrud und Hedwig. 1908 verließ die Familie China. Anfang 1910 sandte ihn der Auswärtige Dienst nach Brasilien mit dem Auftrag, sich um die Bahnbauarbeiten im Bundesstaat Santa Catarina zu kümmern. Aus gesundheitlichen Gründen wurde er 1910 pensioniert. 1911 wurde er erneut nach China gerufen, nach dem Sturz der Mandschu-Dynastie kehrte er 1912 nach Deutschland zurück. 1913 wurde er zum Direktor der deutschen Santa-Catarina-Eisenbahngesellschaft in Brasilien berufen, musste das Land aber wegen des Ausbruchs des Ersten Weltkriegs nach einem Jahr wieder verlassen.
Bis zu seinem Tod lebte Hildebrand abwechselnd in Berlin-Schöneberg und in Bitburg. Er starb „nach kurzem, schweren Leiden“ in Berlin im Alter von 70 Jahren und wurde in Bitburg auf dem Friedhof an der Erdorfer Straße beigesetzt. Sein Grab ist erhalten. Eine Straße sowie eine Wohnanlage in Bitburg sind nach ihm benannt.

## Ehrungen
Hildebrand, der 1908 den Ehrentitel Geheimer Baurat verliehen bekam, erhielt mehrere Orden: den preußischen Roten Adlerorden 4. Klasse, den preußischen Königlichen Kronen-Orden 3. Klasse und den chinesischen Orden vom Doppelten Drachen 2. Klasse 3. Stufe.

## Nachlass
Hildebrands schriftlicher Nachlass konnte 1964 vor dem Abriss seines ehemaligen Wohnhauses in Bitburg vom damaligen Leiter des Heimatmuseums geborgen werden.
Eine Enkelin von Heinrich Hildebrand vermachte dem Museum für Ostasiatische Kunst (MOK) in Köln 2021 eine Sammlung chinesischer Silberschmiedearbeiten der späten Qing-Dynastie. Das Tafelsilber stammt aus seiner Residenz in Qingdao und unterscheidet sich vom traditionellen chinesischen Silber durch seine europäischen Formen. Die Dekore hingegen sind von der heimischen Gold- und Silberschmiedekunst inspiriert, die bis in die Tang-Dynastie (617–907) zurückreicht. 2023 wurden die Objekte im Rahmen der Sonderausstellung „Silber für Tsingtau“ im Museum gezeigt.

## Schriften
- Der Tempel Ta-chüeh-sy (Tempel des großen Erwachens) bei Peking. A. Asher Verlag, Berlin 1897 (online bei www.archive.org).